# Municipio de Durham (Pensilvania)
El municipio de Durham (en inglés: Durham Township) es un municipio ubicado en el condado de Bucks en el estado estadounidense de Pensilvania. En el año 2000 tenía una población de 1.313 habitantes y una densidad poblacional de 55.1 personas por km².

## Geografía
El municipio de Durham se encuentra ubicado en las coordenadas 40°34′59″N 75°14′55″O / 40.58306, -75.24861.

## Demografía
Según la Oficina del Censo en 2000 los ingresos medios por hogar en la localidad eran de $70,875 y los ingresos medios por familia eran $73,750. Los hombres tenían unos ingresos medios de $51,719 frente a los $34,688 para las mujeres. La renta per cápita para la localidad era de $29,913. Alrededor del 2,7% de la población estaban por debajo del umbral de pobreza.